# Euphyia brunneata
Euphyia brunneata är en fjärilsart som beskrevs av Kautz 1922. Euphyia brunneata ingår i släktet Euphyia och familjen mätare. Inga underarter finns listade i Catalogue of Life.